# Roger Bruce Myerson
Roger Bruce Myerson (Boston, EUA 1951) és un economista i matemàtic estatunidenc guardonat amb el Premi del Banc de Suècia de Ciències Econòmiques l'any 2007.

## Biografia
Va néixer el 29 de març de 1951 a la ciutat de Boston, ciutat situada a l'estat nord-americà de Massachusetts. Va estudiar matemàtica aplicada a la Universitat Harvard, en la qual es va llicenciar el 1973 i doctorar el 1976. Interessat en la docència l'any 1982 va esdevenir professor a la Northwestern University, càrrec que ocupà fins al 2002, moment en el qual va esdevenir professor d'economia de la informació a la Universitat de Chicago.

## Recerca econòmica
Especialista de la Teoria de jocs i de la teoria de preus, va iniciar la seva recerca al voltant del disseny dels mecanismes que desenvolupen un papel clau en les relacions polítiques i econòmiques, teoria formulada durant la dècada del 1960 per Leonid Hurwicz.
L'any 2007 fou guardonat amb el Premi del Banc de Suècia de Ciències Econòmiques, juntament amb Hurwicz i Eric Maskin, per establir les bases de la teoria del disseny de mecanismes.